# Пелгуранна
Пе́лгуранна, также Пельгуранна (эст. Pelguranna) — микрорайон района Пыхья-Таллинн города Таллина, столицы Эстонии. 

## География

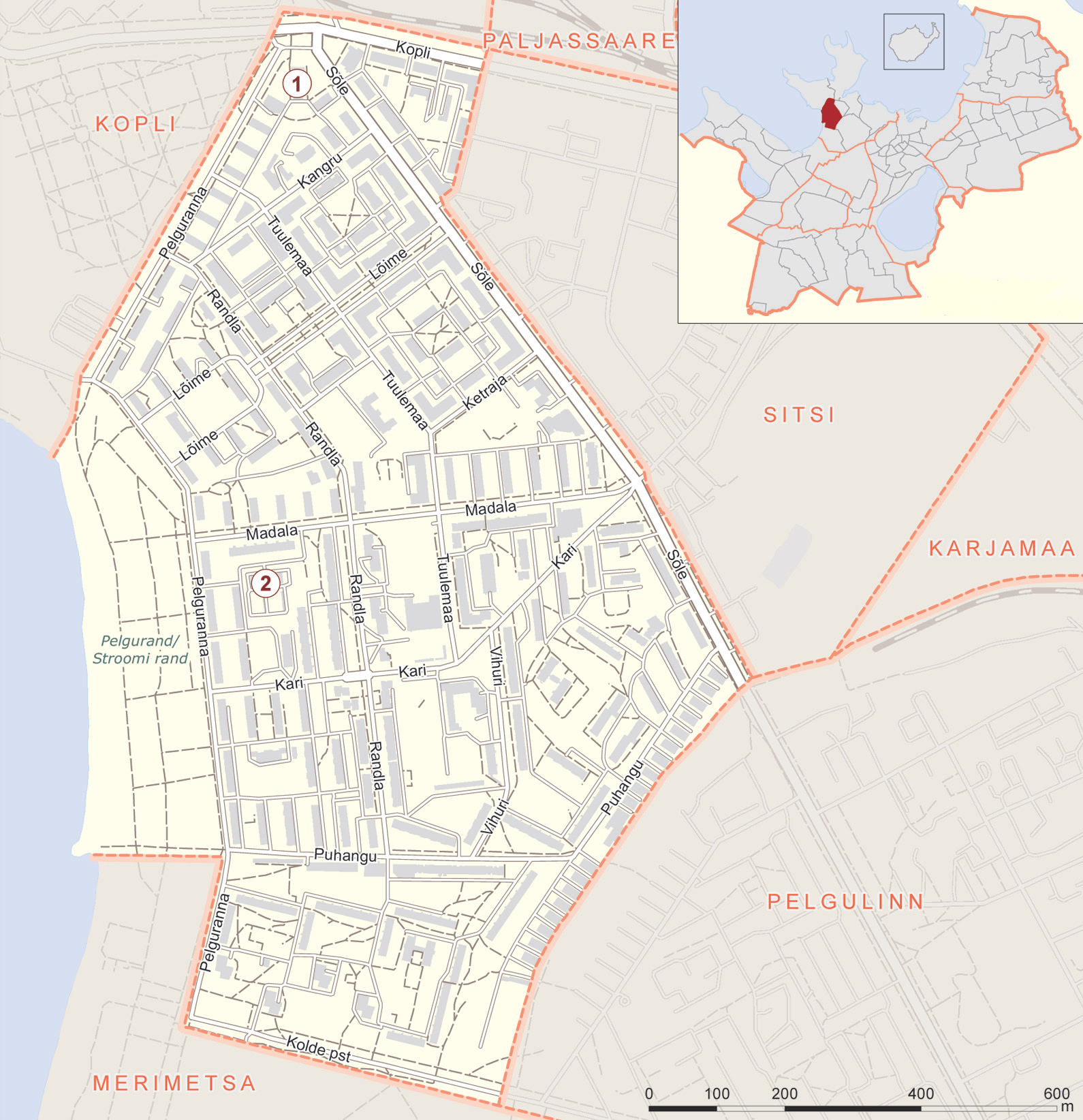
Карта микрорайона Пелгуранна

Расположен в северной части Таллина. Граничит с микрорайонами Копли, Мериметса, Ситси и Пелгулинн. Имеет выход к заливу Копли, где расположен пляж Пелгуранд (Штромка) (на территории микрорайона Пелгуранна находится его бо́льшая часть). Площадь — 1,0 км². Плотность населения на 1 января 2023 года — 14108 чел/км².

## Улицы
По территории микрорайона Пелгуранна проходят улицы Вихури, Кангру, Кари, Кетрая, бульвар Колде, улицы Копли, Лыйме, Мадала, Пелгуранна, Пухангу, Рандла, Сыле и Туулемаа.

## Население
| Численность населения микрорайона Пелгуранна на 1 января по данным Регистра народонаселения | Численность населения микрорайона Пелгуранна на 1 января по данным Регистра народонаселения | Численность населения микрорайона Пелгуранна на 1 января по данным Регистра народонаселения | Численность населения микрорайона Пелгуранна на 1 января по данным Регистра народонаселения | Численность населения микрорайона Пелгуранна на 1 января по данным Регистра народонаселения | Численность населения микрорайона Пелгуранна на 1 января по данным Регистра народонаселения | Численность населения микрорайона Пелгуранна на 1 января по данным Регистра народонаселения | Численность населения микрорайона Пелгуранна на 1 января по данным Регистра народонаселения |
| 2008                                                                                        | 2010                                                                                        | 2011                                                                                        | 2012                                                                                        | 2013                                                                                        | 2014                                                                                        | 2015                                                                                        | 2016                                                                                        |
| ------------------------------------------------------------------------------------------- | ------------------------------------------------------------------------------------------- | ------------------------------------------------------------------------------------------- | ------------------------------------------------------------------------------------------- | ------------------------------------------------------------------------------------------- | ------------------------------------------------------------------------------------------- | ------------------------------------------------------------------------------------------- | ------------------------------------------------------------------------------------------- |
| 15 286                                                                                      | ↘15 207                                                                                     | ↘15 075                                                                                     | ↘14 857                                                                                     | ↗14 875                                                                                     | ↗15 083                                                                                     | ↗15 142                                                                                     | ↘15 025                                                                                     |
| 2017                                                                                        | 2018                                                                                        | 2019                                                                                        | 2020                                                                                        | 2021                                                                                        | 2022                                                                                        | 2023                                                                                        |                                                                                             |
| ↘14 968                                                                                     | ↗15 007                                                                                     | ↘14 634                                                                                     | ↘14 499                                                                                     | ↘14 367                                                                                     | ↘14 126                                                                                     | ↘14 108                                                                                     |                                                                                             |

## История
В начале 19-го столетия земли современного Пелгуранна использовались в основном как пастбища, до 1940 года здесь располагались огороды жителей Ситси. 
Во время немецкой оккупации на территории Пелгуранна были построены 16 бараков, на основе которых планировалось создать лагерь для военнопленных, однако в них пришлось разместить немецких солдат. После войны в те же казармы поместили немецких военнопленных. В советское время в бывшем клубе немецкой армии был открыт кинотеатр «Пелгуранд»; он располагался в гаражном районе на нынешней улице Пухангу.
После Второй мировой войны, в конце 1940-х годов началась застройка этой части города в основном типовыми жилыми домами. Название района получилось в результате сокращения: Pelgulinna rand («пляж района Пелгулинн») → Pelgulinna ranna → Pelguranna.
На побережье располагается второй по популярности таллинский пляж — Пелгуранд (Штромка) (первым по популярности является пляж Пирита в одноимённом микрорайоне).

## Галерея

Микрорайон Пелгуранна
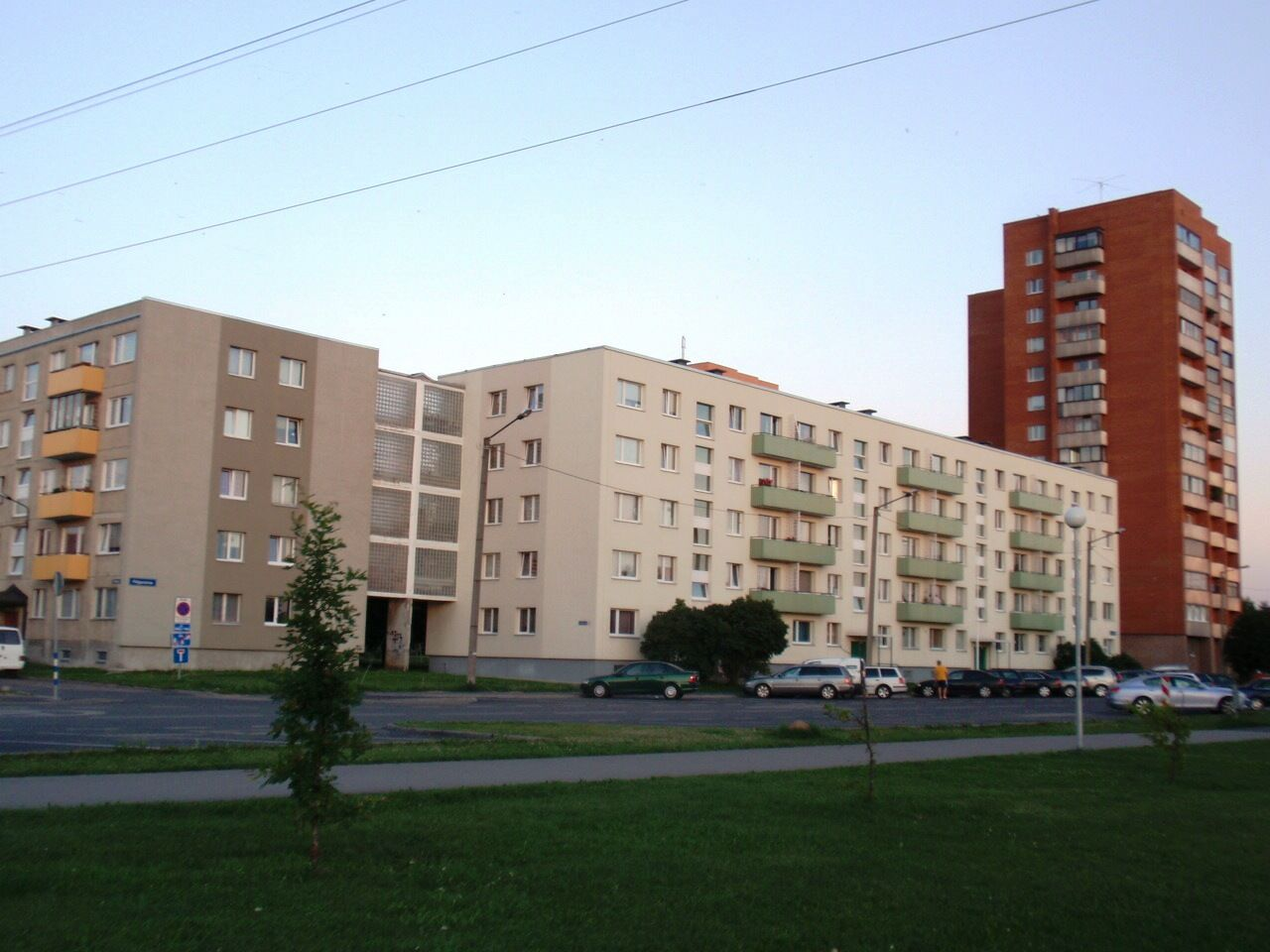
Улица Пельгуранна
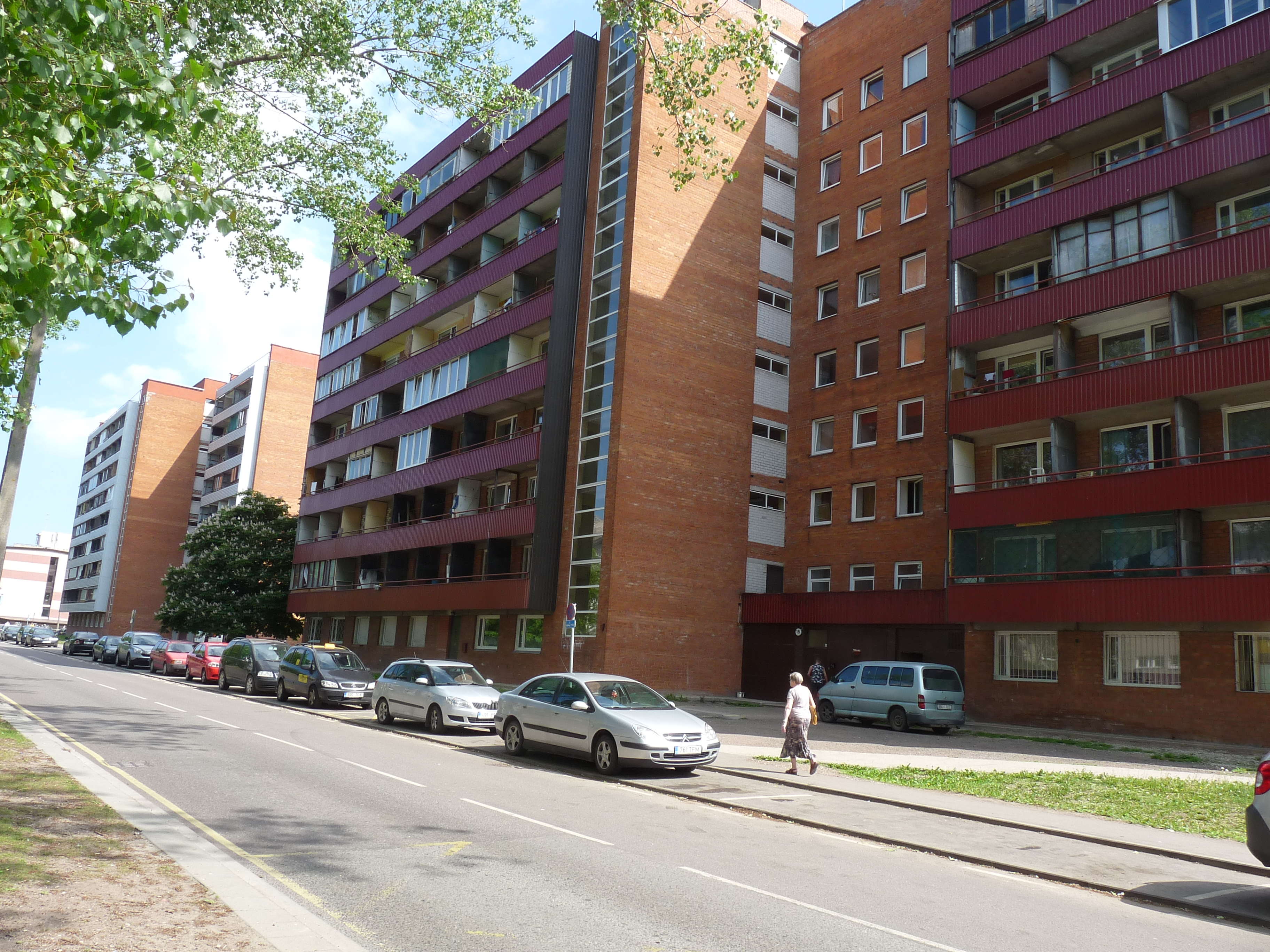
Жилые дома на улице Рандла
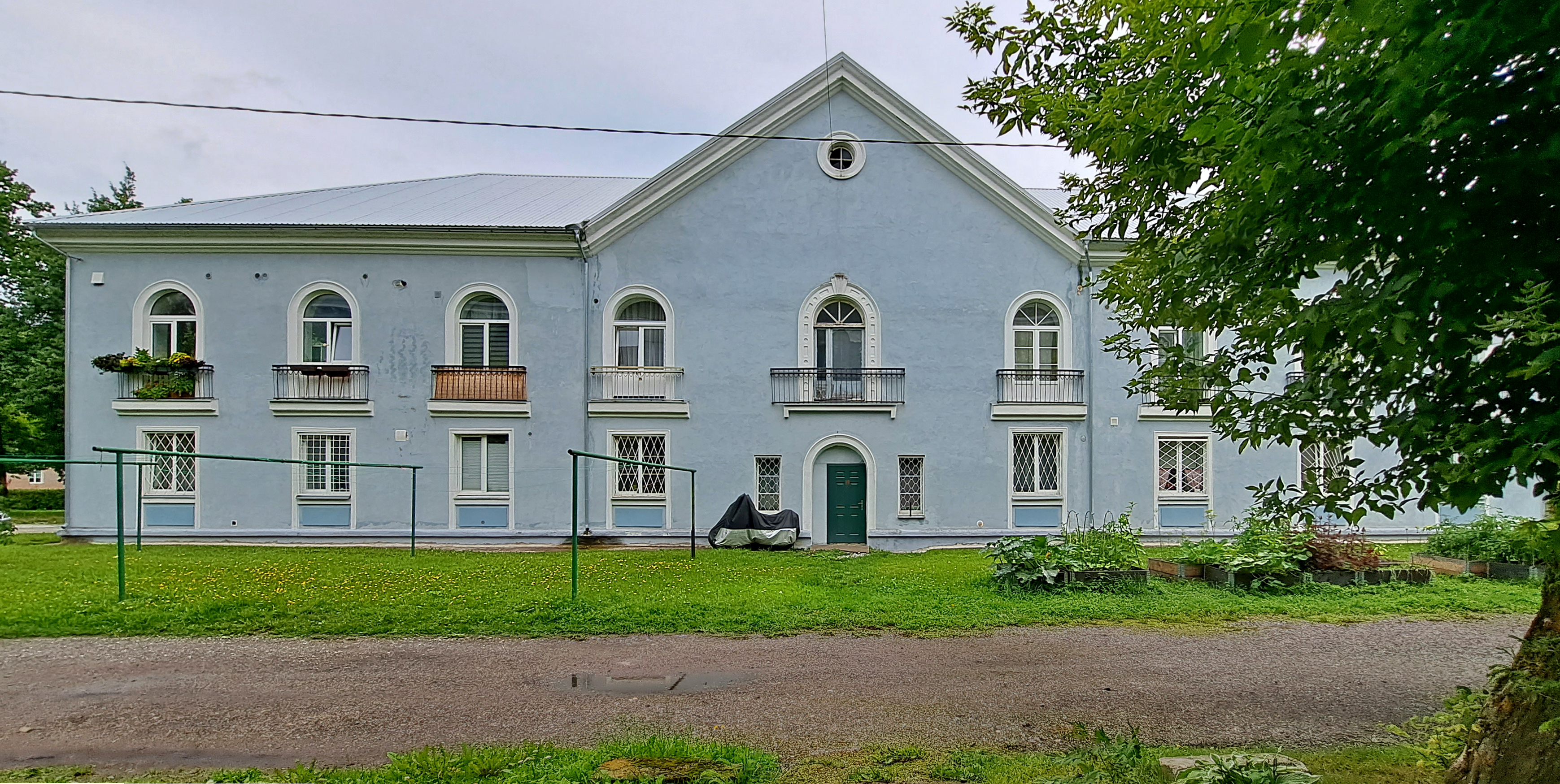
«Сталинка» на улице Лыйме, 2023 год
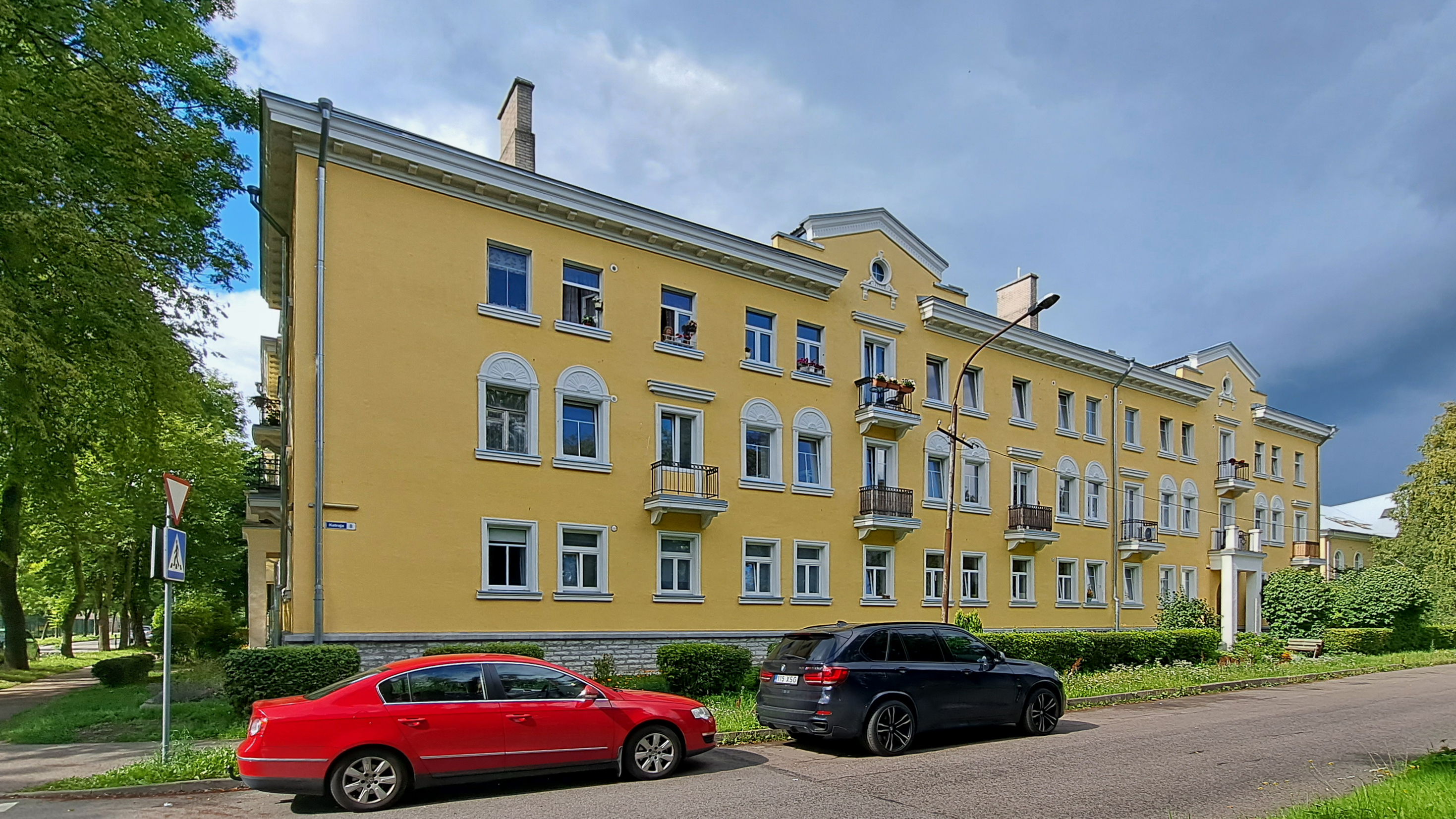
«Сталинка» на улице Кетрая, 2023 год
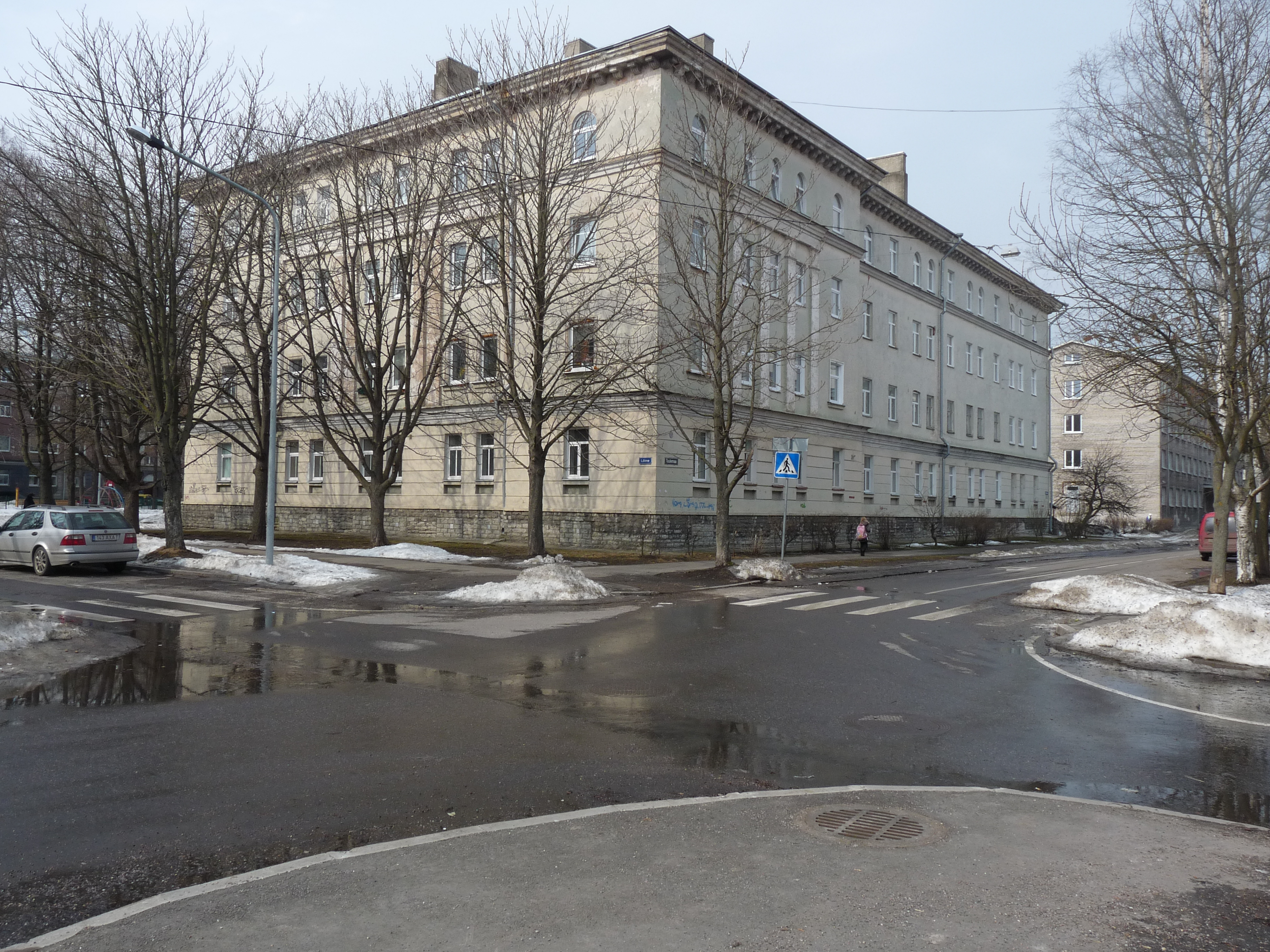
Перекрёсток улиц Туулемаа и Лыйме
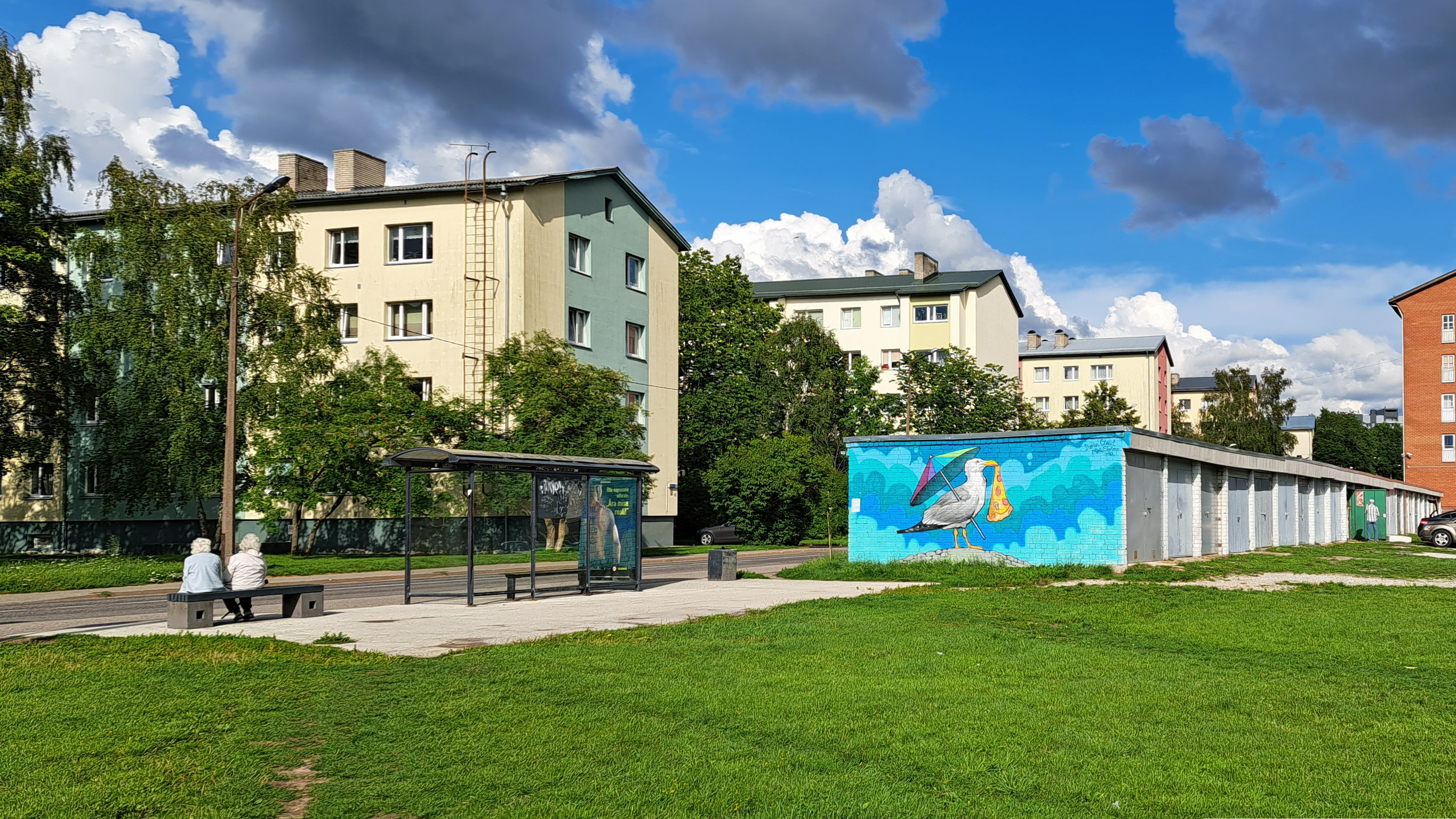
Улица Пухангу в 2023 году
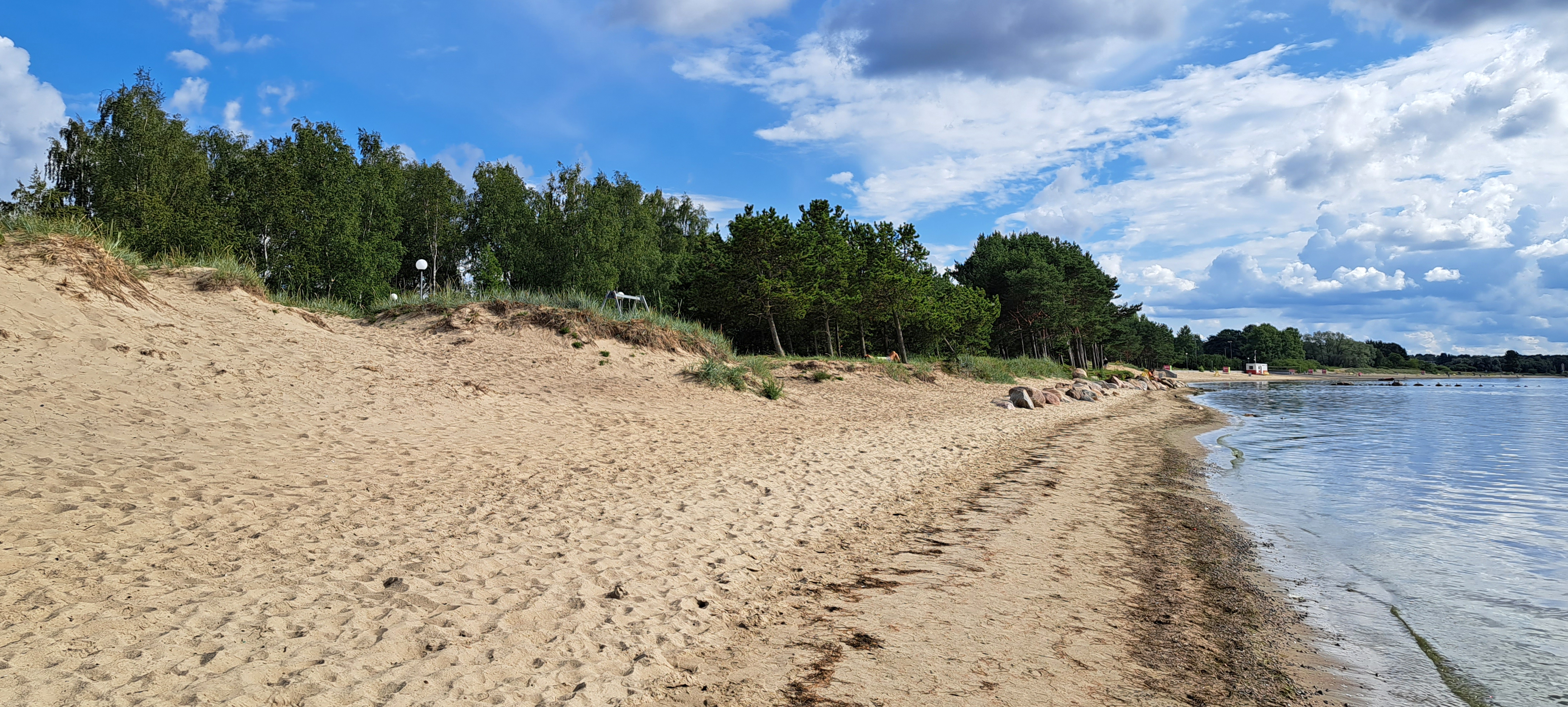
Пляж Пелгуранд (Штромка) в июле
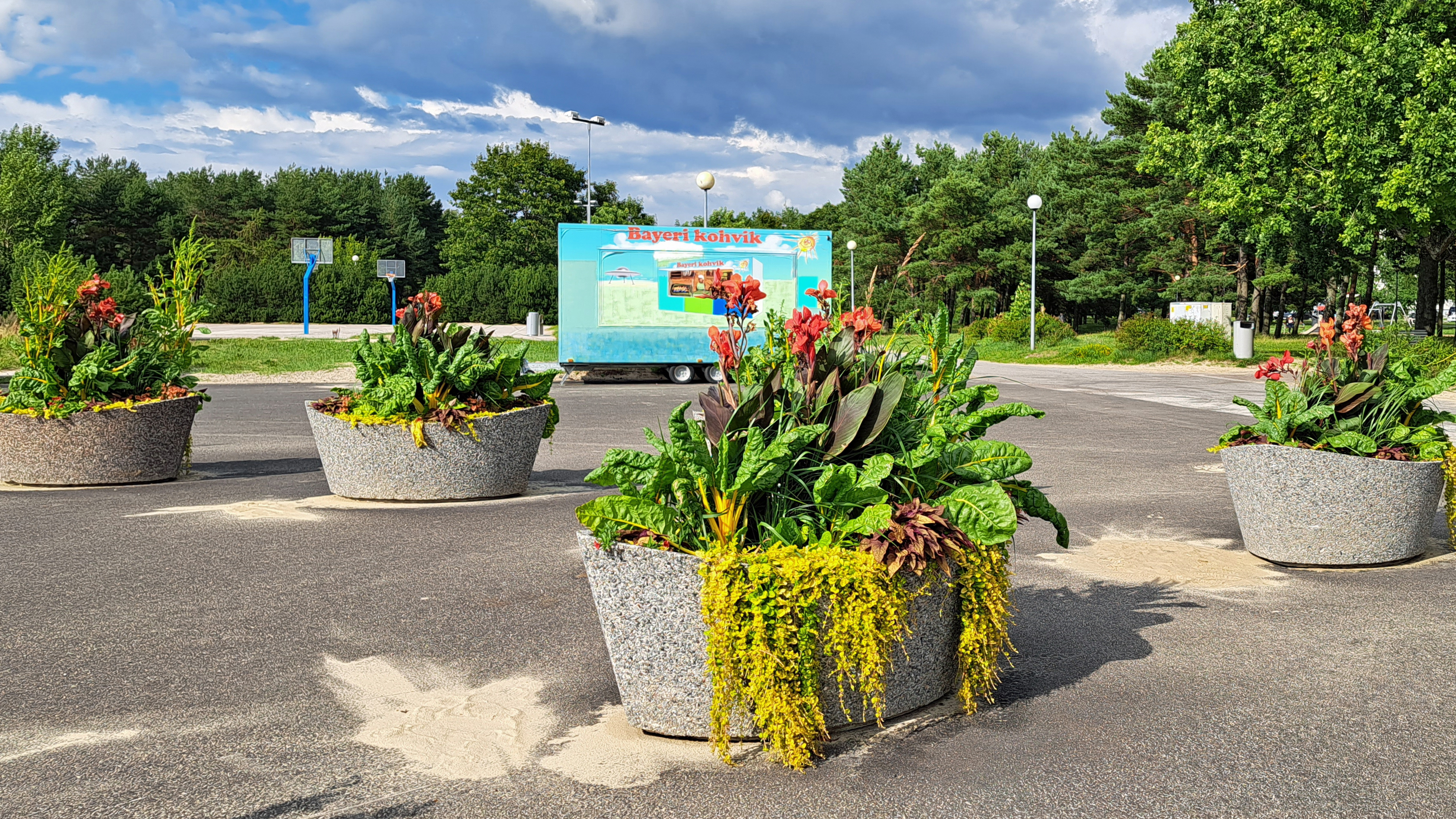
Парк пляжа Штромка в июле